# Takler pincészet
A Takler pincészet a szekszárdi borvidék egyik legismertebb borgazdasága.
Tulajdonosa a Takler-család, amely már a 18. század óta foglalkozik borászkodással. Takler Ferenc az 1960-as évek vége óta foglalkozik borászkodással. 2004-ben őt választotta az Év Borászának a 116 tagú Magyar Borakadémia  Archiválva 2005. szeptember 13-i dátummal a Wayback Machine-ben. Mindkét fia – Takler András és ifjabb Takler Ferenc – a pincészetben dolgozik.
A pincészet 80 hektáron gazdálkodik.
Borfajtáik: Merlot, Cabernet Franc, Cabernet Sauvignon, kadarka, kékfrankos, szekszárdi bikavér.
A Regnum, a Bikavér, a Válogatások szigorú terméskorlátozással készülnek és nagy ászokhordós, illetve 230 literes új tölgyfahordó érlelés után kerülnek a piacra.

## Képek

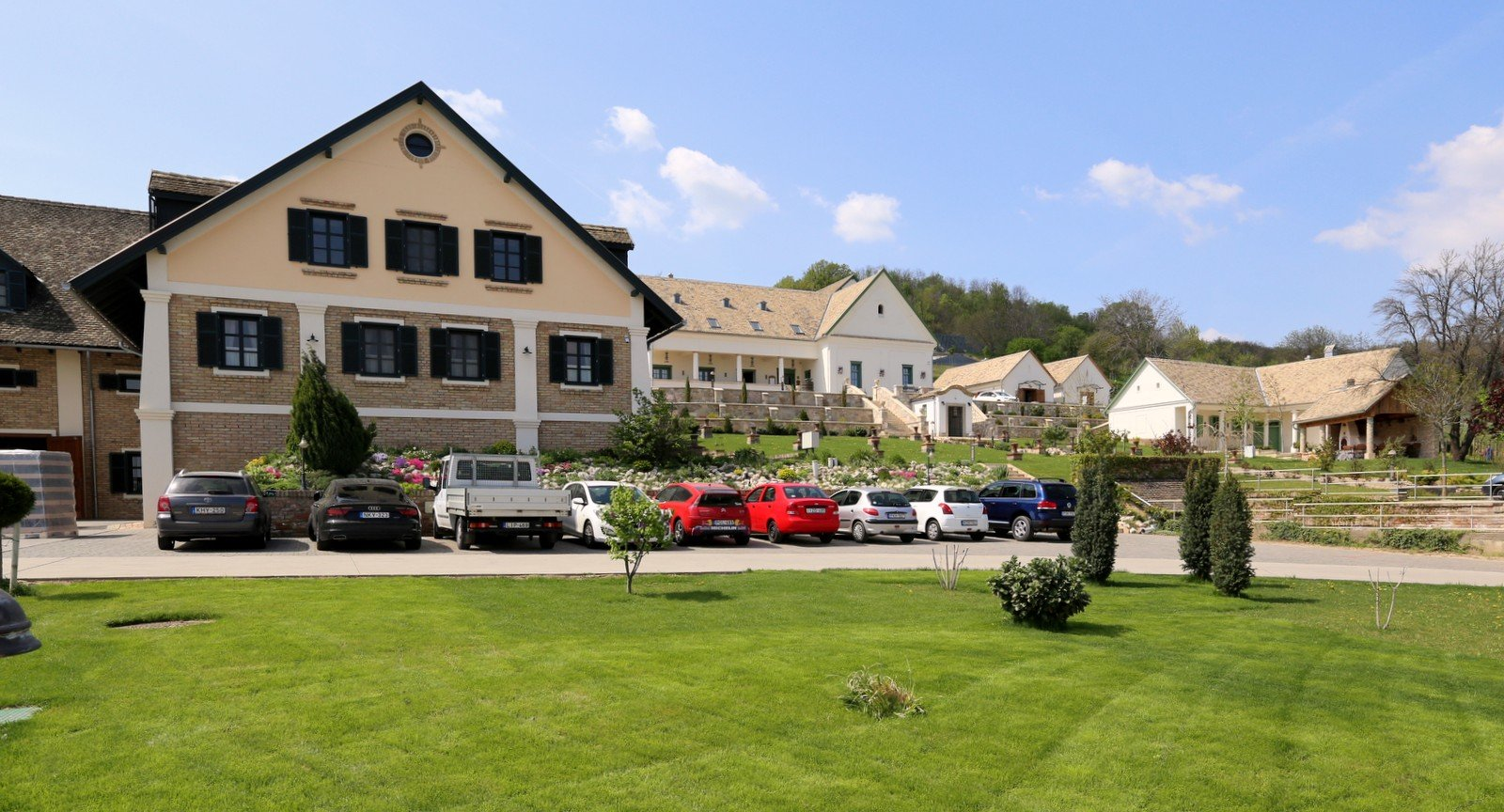
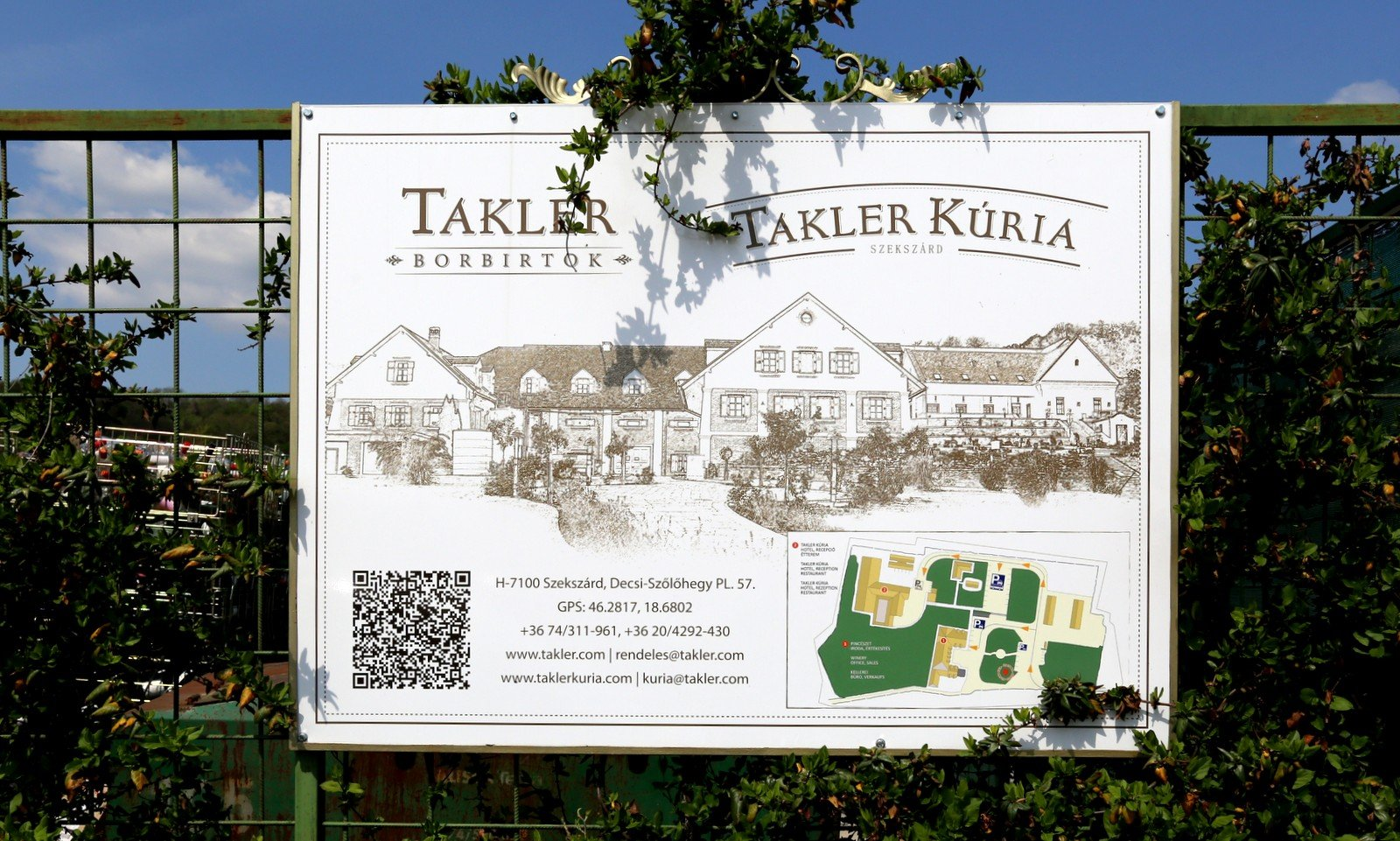
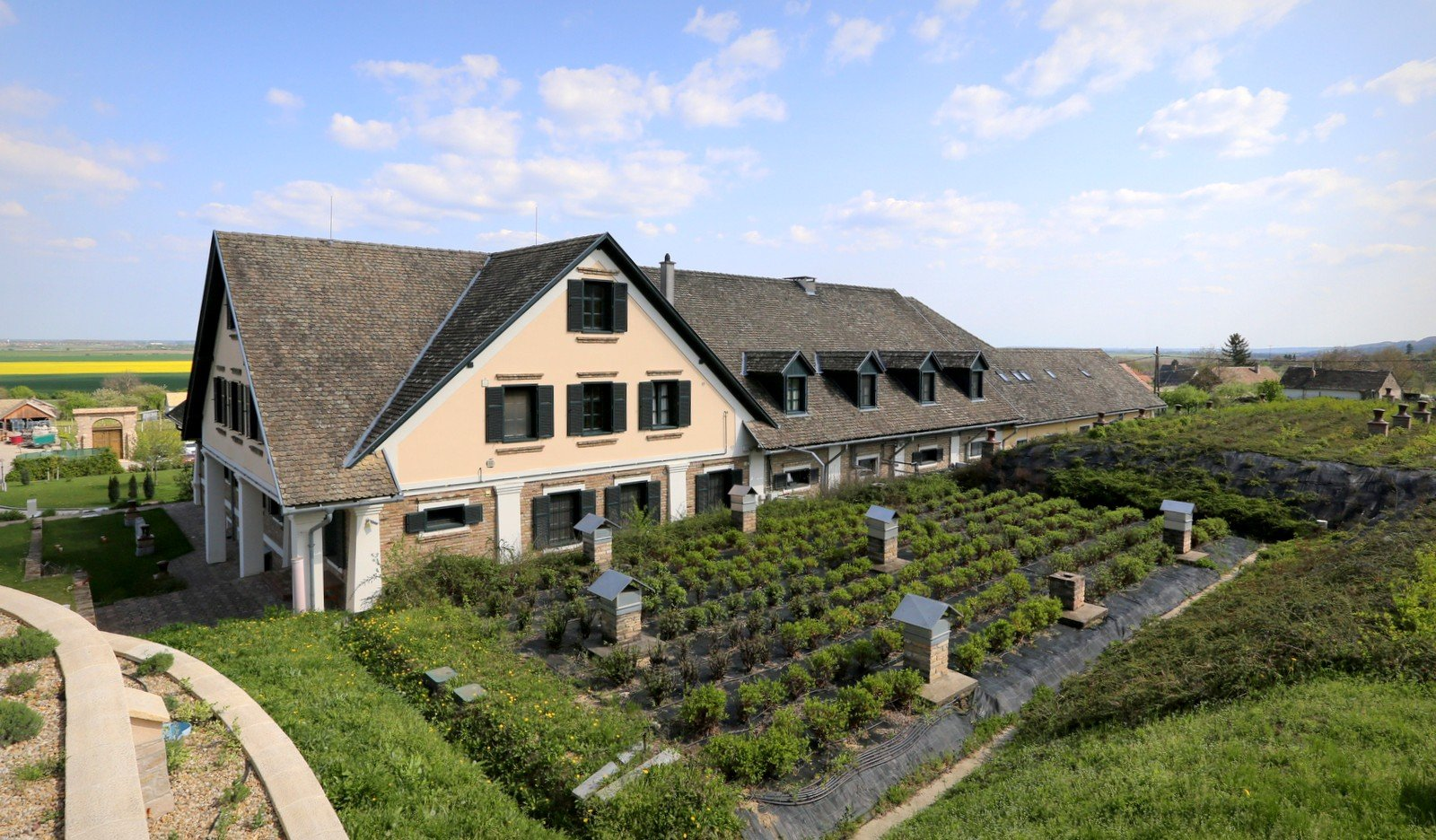
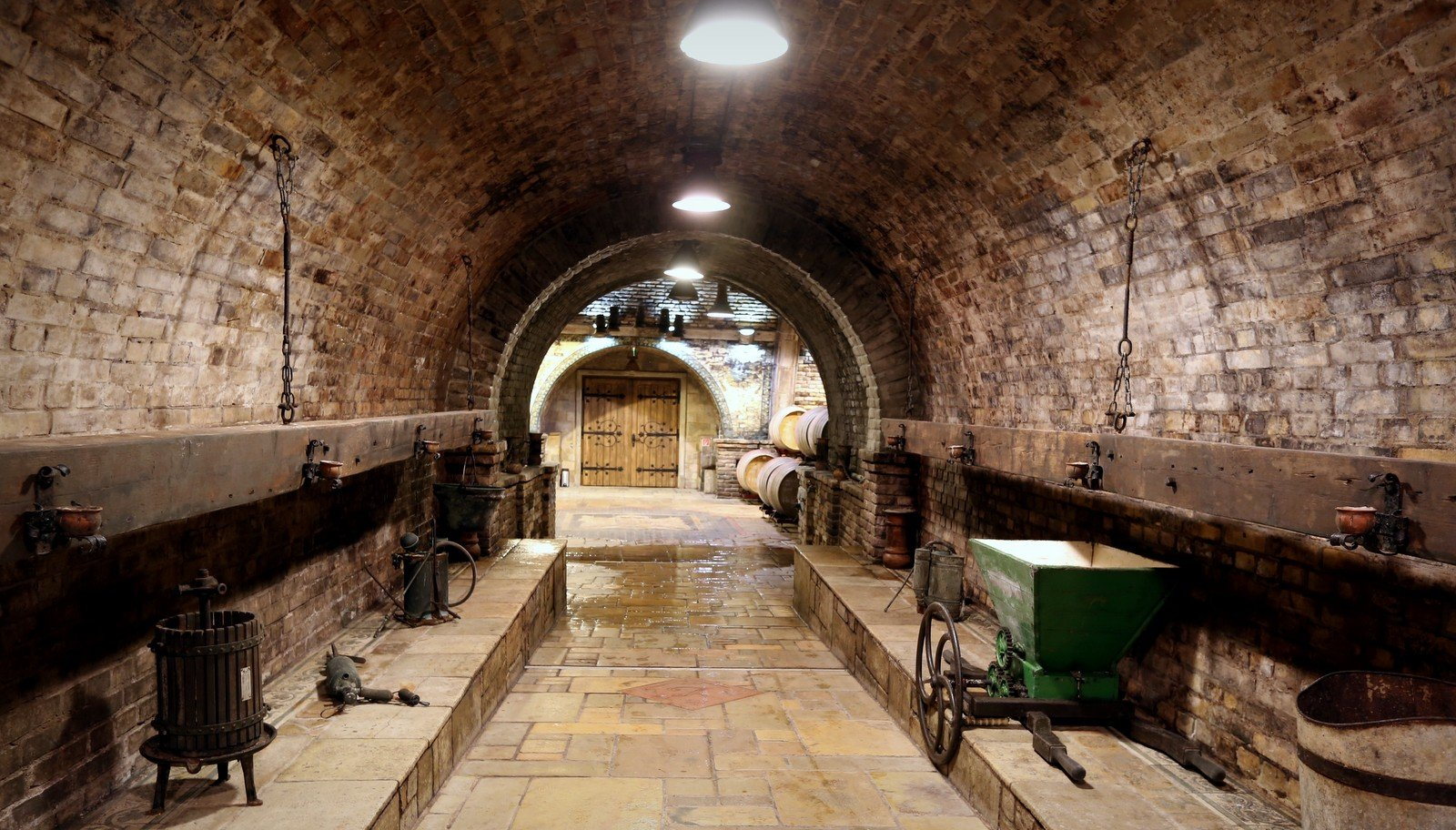
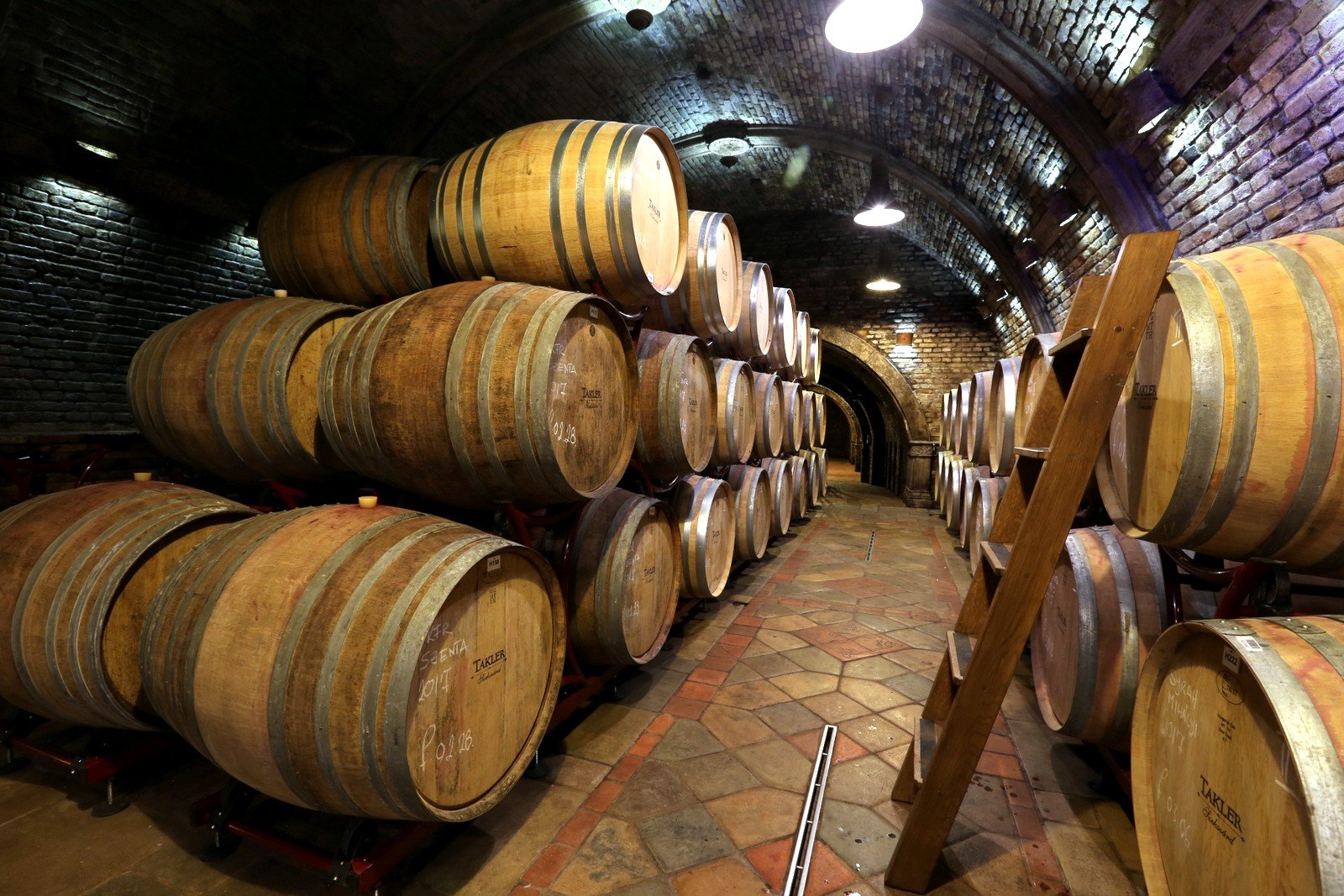
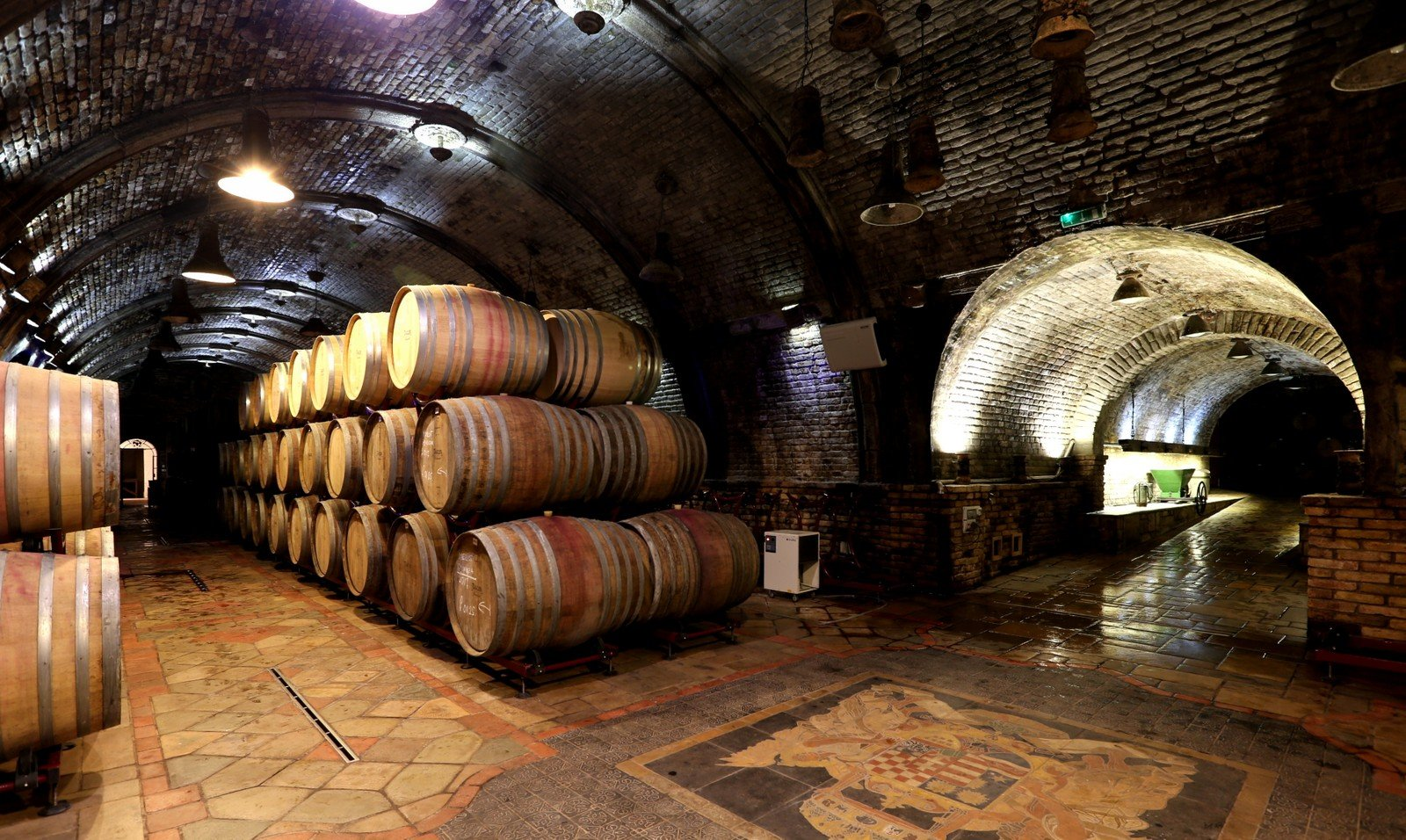
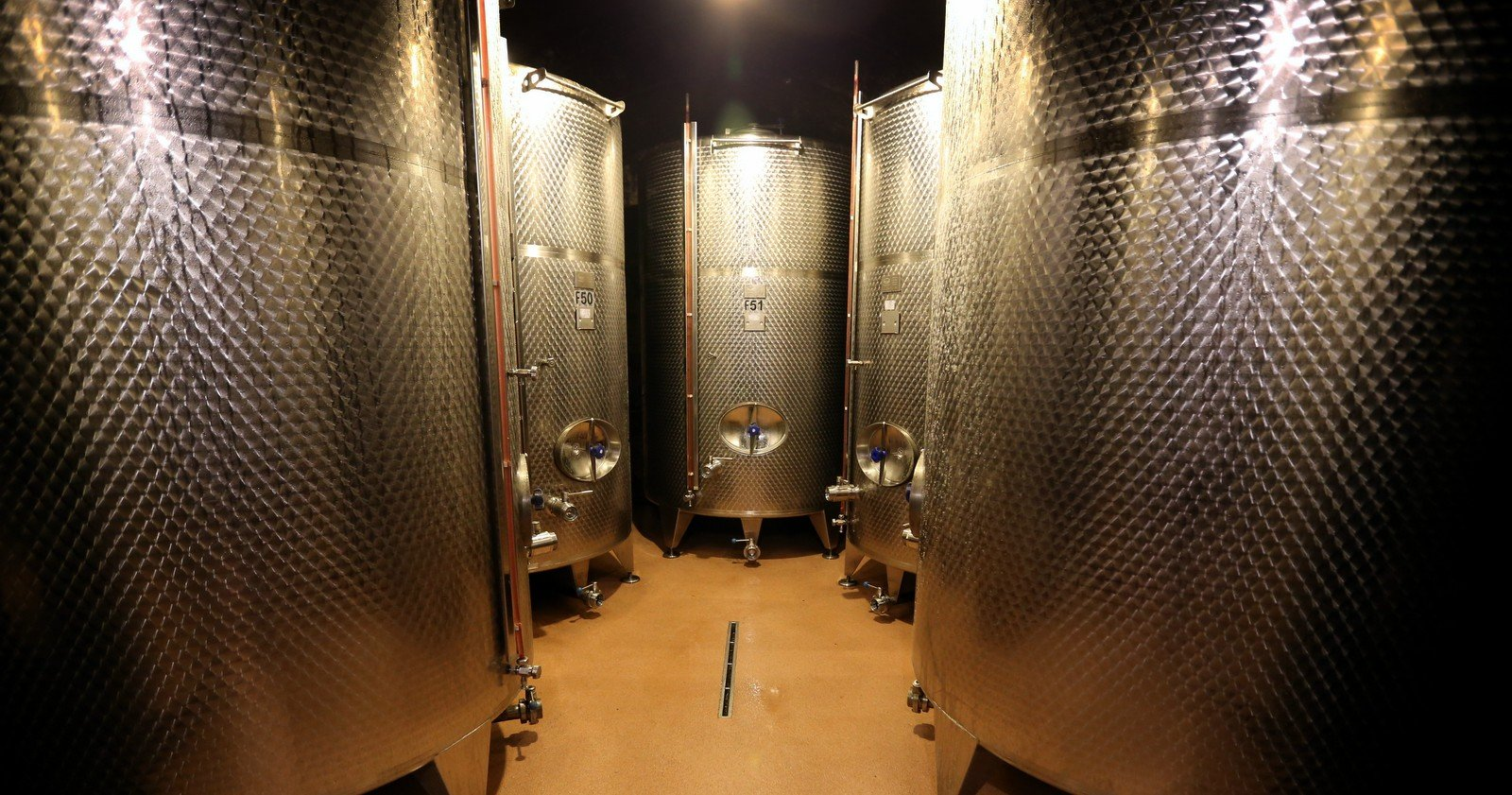
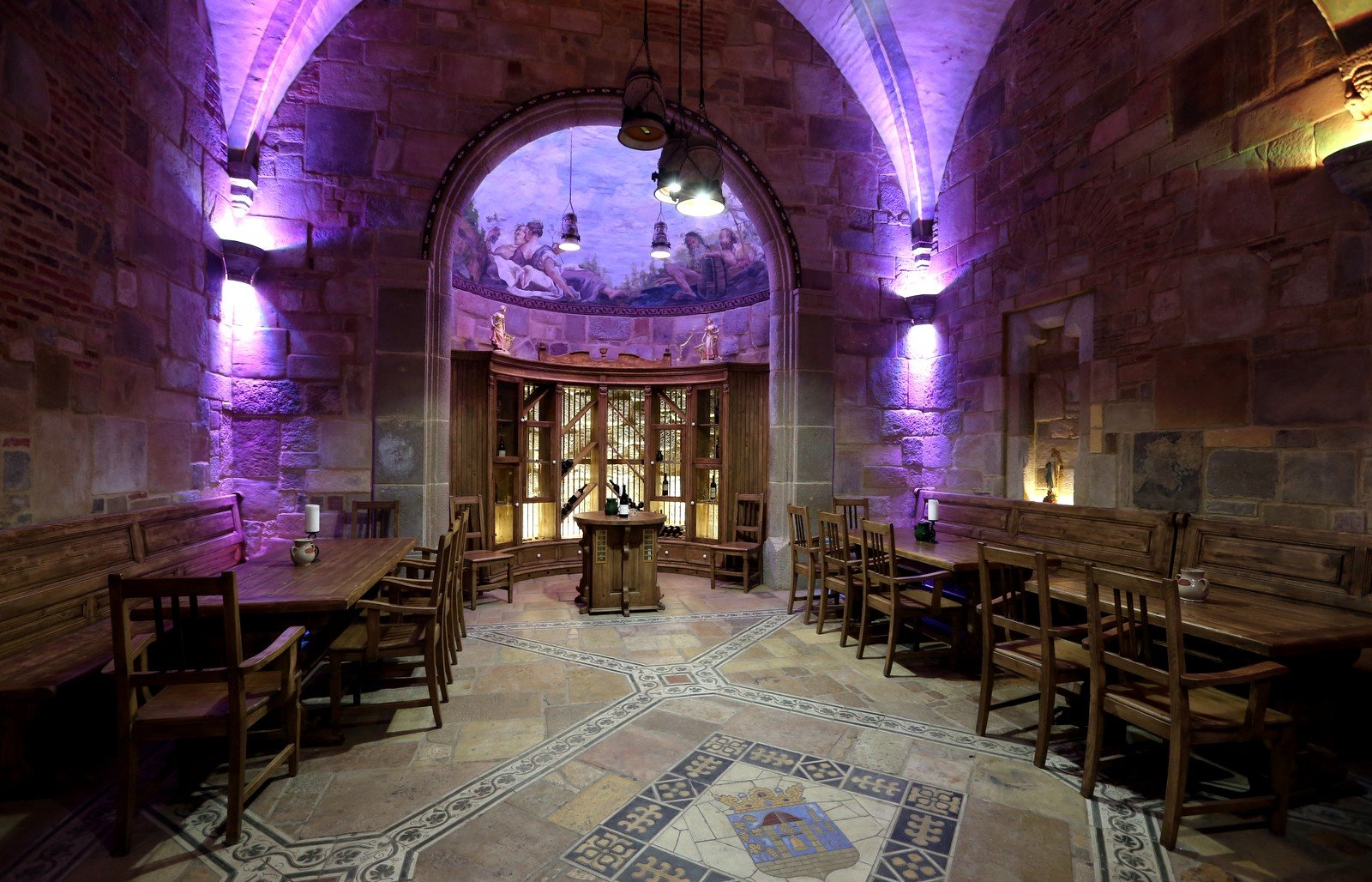

## Külső hivatkozások
- A pincészet elérhetősége, eredményei, fotók
- Az Év Királyi Borásza[halott link]
- VI. Pannon Bormustra díj
- A borozunk.hu oldaláról.